# Армань
А́рмань — посёлок (в 1965—2013 годах — посёлок городского типа) в Магаданской области России. Входит в Ольский район и соответствующий ему муниципальный округ.

## География
Расположен в устье одноимённой реки, по которой и назван (от эвенск. анманра — «родник»).
Население — 821 чел. (2021).
Расстояние до районного центра Олы — 79,3 км.
Климат
Климат морской, формируемый под влиянием муссонных ветров, которые дуют зимой с охлажденного материка на море, а летом — с холодного моря на материк. Этим обусловлена умеренно суровая и сухая зима, холодное и пасмурное лето. Период с положительными температурами составляет 154 дня, с отрицательными — 211 дней в году. Средняя температура летом +11°С, зимой −5−20°С.

## История
Датой основания поселения считается 1717 год; его жителями были эвены. В то время в связи с открытием тракта протяженностью в 4 тыс. км от Якутска до Петропавловска на арманцев была наложена «каюрская повинность». В 1896 году в посёлке проживало 89 человек.
В 1932 году в Армани образован колхоз «Пробуждённый Север», в котором главными отраслями хозяйства становятся оленеводство, звероводство, рыболовство, растениеводство.
В 1943 году он стал миллионером, а в 1960 году преобразован в совхоз, где на отходах рыбопереработки была открыта крупная ферма по разведению норок.
В 1965 году Армань получила статус посёлка городского типа.
В 1976 году был построен Арманский рыборазводный завод.
С 2013 года — сельский населённый пункт.

## Население
| 1888  | 1924  | 1926  | 1970  | 1979  | 1989  | 2002  |
| ----- | ----- | ----- | ----- | ----- | ----- | ----- |
| 74    | ↗121  | ↘94   | ↗2188 | ↗2653 | ↘2643 | ↘1521 |
| 2009  | 2010  | 2011  | 2012  | 2013  | 2018  | 2020  |
| ↘1129 | ↘1071 | ↘1056 | ↘1030 | ↘982  | ↘832  | ↘822  |
| 2021  |       |       |       |       |       |       |
| ↘821  |       |       |       |       |       |       |

Численность представителей коренных малочисленных народов на 2014 год составила 139 человек.

## Инфраструктура
В посёлке действуют: средняя школа (ок. 100 учеников), детский сад «Пушинка», музыкальная школа; больница на 4 койки, почта, клуб, библиотека, 13 магазинов.
Издаётся ежемесячная газета «Арманский вестник».
В Армани 66 многоквартирных домов. Протяженность улично-дорожной сети составляет 5,7 км.
На площади Свердлова установлена стела в честь участников Великой Отечественной войны.

## Археологические находки
В окрестностях посёлка в 1951 году обнаружена неолитическая стоянка древних морских охотников.